# Charles Domergue
 (janvier 2013).
Si vous disposez d'ouvrages ou d'articles de référence ou si vous connaissez des sites web de qualité traitant du thème abordé ici, merci de compléter l'article en donnant les références utiles à sa vérifiabilité et en les liant à la section « Notes et références ».
Pour les articles homonymes, voir Domergue.
Charles Antoine Domergue né le 5 janvier 1914 à Besançon (France) et mort le 31 décembre 2008 à Tananarive (Madagascar) est un explorateur, naturaliste, ornithologue, herpétologue, spéléologue, géologue et résistant français. Il a été un précurseur de la molysmologie (science des effets des pollutions) et un promoteur d'un maillage territorial de réserves de biodiversité. Il eut un fils, Claude Domergue, aviateur, né en 1944.

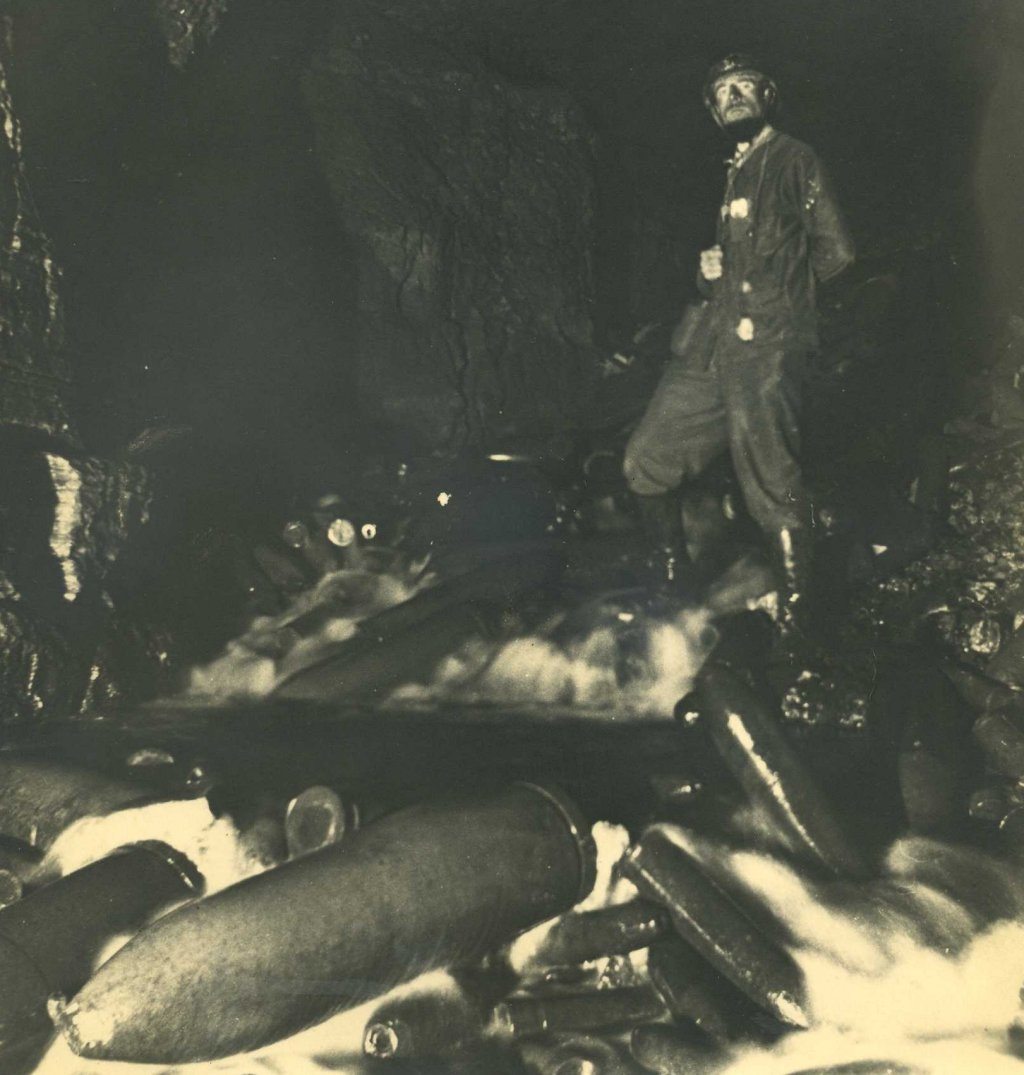
Charles Domergue, spéléologue au Gouffre de Jardel où il étudia les effets de son utilisation comme charnier animal et décharge de munitions (1935).

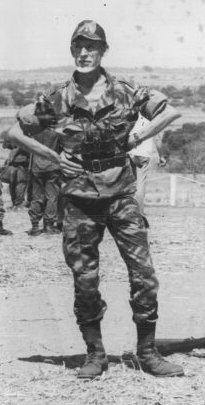
Domergue dans les années 1960, étudiant les effets des essais de Reggane sur l'herpétofaune.

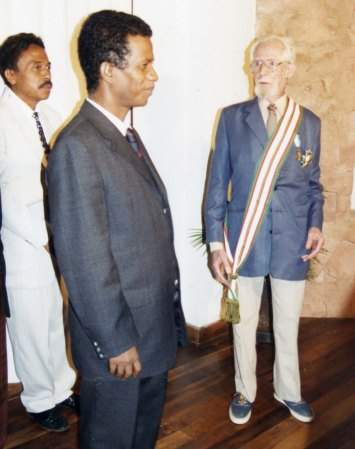
Domergue (à droite) décoré par les autorités Malgaches.

## Biographie
Il sillonna les pays d'Afrique du Nord de l'Empire colonial français pour créer des oasis jusqu'à l'indépendance de la Tunisie puis de l'Algérie. Il devint alors herpétologue et travailla pour le Muséum national d'histoire naturelle de Paris avec son collègue Édouard-Raoul Brygoo, puis pour l'Institut Pasteur de Tananarive à Madagascar où il passa une grande partie de sa vie. Il disposait dans ce pays d’un laboratoire à l'Institut Pasteur de Madagascar, où il travaillait encore quand il est mort. Il a été professeur à l'Université de Toliara, Madagascar, et a été membre de l'Académie malgache. Il a décrit de nombreuses espèces et sous-espèces, notamment de caméléons, de Madagascar.
Il a publié de nombreux articles et ouvrages sur ses nombreux sujets de prédilection.

## Genre décrit
- Brygophis Domergue & Bour, 1988

## Espèces décrites
- Brookesia peyrierasi, Brygoo & Domergue, 1975 ;
- Brookesia ramanantsoai, Brygoo & Domergue, 1975 ;
- Brookesia griveaudi, Brygoo, Blanc & Domergue, 1974 ;
- Brookesia therezieni, Brygoo & Domergue, 1970 ;
- Brookesia thieli, Brygoo & Domergue, 1969 ;
- Brookesia lambertoni, Brygoo & Domergue, 1970 ;
- Brookesia vadoni, Brygoo & Domergue, 1968 ;
- Brookesia antoetrae, Brygoo & Domergue, 1971 ;
- Brookesia karchei, Brygoo, Blanc & Domergue, 1970 ;
- Brookesia betschi Brygoo, Blanc & Domergue, 1974 ;
- Calumma hilleniusi, Brygoo, Blanc & Domergue, 1973 ;
- Calumma tsaratananensis, Brygoo & Domergue, 1968 ;
- Calumma peyrierasi, Brygoo, Blanc & Domergue, 1974 ;
- Calumma capuroni, Brygoo, Blanc & Domergue, 1972 ;
- Furcifer angeli, Brygoo & Domergue, 1968 ;
- Furcifer tuzetae Brygoo, Bourgat & Domergue, 1972 ;
- Furcifer belalandaensis, Brygoo & Domergue, 1970 ;
- Furcifer petteri, Brygoo & Domergue, 1966 ;
- Pararhadinaea albignaci, Domergue, 1984 ;
- Liophidium apperti, Domergue, 1984 ;
- Liophidium chabaudi, Domergue, 1984 ;
- Liophidium therezieni, Domergue, 1984 ;
- Liopholidophis thieli, Domergue, 1972 ;
- Langaha pseudoalluaudi, Domergue, 1988 ;
- Brygophis coulangesi, Domergue, 1988 ;
- Ithycyphus perineti, Domergue, 1986 ;
- Ithycyphus oursi, Domergue, 1986 ;
- Geodipsas vinckei, Domergue, 1988 ;

Charles Domergue décrit aussi huit espèces du genre Stenophis (en) dans une ou plusieurs publications de 1994 ou postérieures.

## Éponymie
Le sous-genre Domerguella, regroupant cinq espèces de geckos du genre Lygodactylus, lui est dédié.
Pour nombre de naturalistes, la forêt PK 32 au nord de la ville de Toliara à Madagascar est connue sous le nom de « Forêt Domergue » en hommage à ses prospections sur ce site remarquable et à son action pour sa mise en réserve.

## Liste partielle des publications
- 1942 : Les serpents de Franche-Comté » : Description, habitat, reproduction, venin, chasse, vie en captivité, légendes suivis d'une brève étude des lézards (avec 27 illustrations dont 17 dessins de l'auteur). édition Imprimerie de l'Est (Besançon) ;
- 1962 : Un serpent venimeux à Madagascar : Madagascarophis colubrina. Bull. Acad. malg. ;
- 1963 : Observation sur les hémipénis des ophidiens et sauriens de Madagascar. Bull. Acad. malg., 21-23 ;
- 1967 : Clé simplifiée pour la détermination sur le terrain des serpents communs de Madagascar. Bull. Acad. malg. ;
- 1970 : Notes sur les Serpents de la Région Malgache. Lycodryas maculatus (Günther, 1858), espèce des Comores. Description de deux femelles. Bull. Mus. Nat. Hist. Nat. Paris, 42 : 449-451.
- 1972-1973 : II. Étude de trois Serpents malgaches : Liopholidophis lateralis (D. & B.), L. stumpffi (Boettger) et L. thieli n. sp. Bull. Mus. Nat. Hist. Nat. Paris, 77 : 1397-1412 ;
- 1973 : Notes sur les Caméléons de Madagascar ;
- 1983 : La forêt du PK 32 au nord de Tuléar. Note préliminaire en vue de sa mise en réserve. Bull. Acad. malg., 61 : 105-114 ;
- 1994 : Nouvelles espèces du complexe Stenophis et Lycodrias. Bull. Acad. malg. 21 avril ;
- 1994 : Notes sur les serpents de la région malgache. X. Boïginae nouveaux des genres Stenophis et Lycodrias. Bull. Acad. malg. ;

## Décorations
- 14 juillet 1967 : Chevalier de la légion d'honneur
- 1939-1945 : Croix de guerre 1939-1945
- 1946 : Médaille de la Résistance
- 1950 : Officier de la Nichan Iftikhar

### Sources
- Glaw F. & Vences M. (1994) A Fieldguide to the Amphibians and Reptiles of Madagascar. Zoologisches Forschungsinstitut Museum Alexander Koenig, Bonn, 480 p.
- Sylvie Domergue (2008) Travelling Through Time - Voyage dans le temps. Charles A. Domergue. Madagascar Conservation & Development 3(1): 78-83